# Jaleshwor
Jaleshwar (népalais : जलेश्वर) est une ville du Népal située dans la zone de Janakpur et chef-lieu du district de Mahottari. Au recensement de 2011, la ville comptait 23 533 habitants.